# Toshiki Kaifu
Toshiki Kaifu (jap. 海部 俊樹 Kaifu Toshiki; ur. 2 stycznia 1931 w Nagoi, zm. 9 stycznia 2022 w Tokio) – japoński polityk, premier Japonii w latach 1989-1991.

## Życiorys
Karierę polityczną rozpoczął w roku 1961. Był politykiem Partii Liberalno-Demokratycznej i protegowanym premiera Takeo Miki. Należał do jego frakcji partyjnej.
W latach 70. i 80. XX w. był dwukrotnie ministrem edukacji, a w latach 1989–1991 przewodniczącym Partii Liberalno-Demokratycznej i premierem.